# Luigi Fagioli

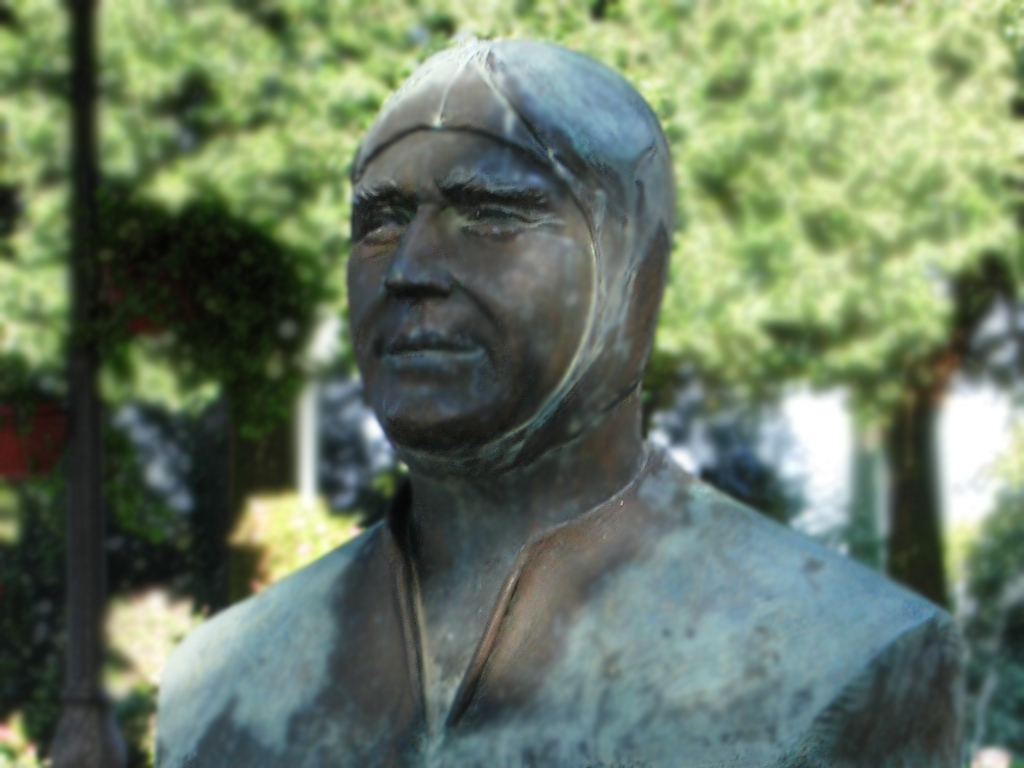
Popiersie Luigiego Fagioliego

Luigi Fagioli (ur. 9 czerwca 1898 w Osimo, zm. 20 czerwca 1952 po wypadku w rajdzie Mille Miglia) – włoski kierowca wyścigowy, II wicemistrz pierwszego sezonu Formuły 1, oraz wicemistrz mistrzostw Europy z roku 1935.

## Wyniki
| Legenda oznaczeń w tabelach wyników Wyświetl szablon na nowej stronie | Legenda oznaczeń w tabelach wyników Wyświetl szablon na nowej stronie                                                                     |
| Oznaczenie                                                            | Wyjaśnienie |
| --------------------------------------------------------------------- | --- |
| Złoty                                                                 | Zwycięzca lub mistrzostwo |
| Srebrny                                                               | 2. miejsce lub wicemistrzostwo |
| Brązowy                                                               | 3. miejsce lub II wicemistrzostwo |
| Zielony                                                               | Ukończył, punktował (w klasyfikacji generalnej, gdy zdobył co najmniej jeden punkt na przestrzeni sezonu, poza trzema powyższymi opcjami) |
| Niebieski                                                             | Ukończył, nie punktował (w klasyfikacji generalnej, gdy nie zdobył co najmniej jednego punktu na przestrzeni sezonu)                      |
| Czerwony                                                              | Nie zakwalifikował się (NZ) |
| Czerwony                                                              | Nie prekwalifikował się (NPK) |
| Różowy                                                                | Nie ukończył (NU) |
| Różowy                                                                | Niesklasyfikowany (NS) (w klasyfikacji generalnej, gdy nie został sklasyfikowany w żadnym wyścigu sezonu)                                 |
| Czarny                                                                | Zdyskwalifikowany (DK) |
| Czarny                                                                | Wykluczony (WYK/EX) |
| Biały                                                                 | Nie wystartował (NW) |
| Biały                                                                 | Kontuzjowany (K/INJ) |
| Biały                                                                 | Wyścig odwołany (OD/C) |
| Bez koloru                                                            | Został wycofany (WYC/WD) |
| Bez koloru                                                            | Nie przybył (NP/DNA) |
| Bez koloru                                                            | Nie brał udziału w treningach (NT/DNP) |
| Bez koloru                                                            | Nie został zgłoszony (–) |
| Pogrubienie                                                           | Start z pole position |
| Kursywa                                                               | Najszybsze okrążenie wyścigu |
| †                                                                     | Nie ukończył, ale jego rezultat został zaliczony ze względu na przejechanie więcej niż 90% dystansu wyścigu.                              |
| *                                                                     | Sezon w trakcie |
| 1/2/3                                                                 | Punktowana pozycja w sprincie kwalifikacyjnym                                                                                             |
| Lista systemów punktacji Formuły 1                                    | |

### Mistrzostwa Europy
| Rok  | Zespół       | Samochód      | Wyniki w poszczególnych eliminacjach | Wyniki w poszczególnych eliminacjach | Wyniki w poszczególnych eliminacjach | Wyniki w poszczególnych eliminacjach | Wyniki w poszczególnych eliminacjach | Pozycja | Punkty |
| ---- | ------------ | ------------- | ------------------------------------ | ------------------------------------ | ------------------------------------ | ------------------------------------ | ------------------------------------ | ------- | ------ |
| 1931 | Maserati     | Maserati      | ITA                                  | FRA NU                               | BEL                                  |                                      |                                      | 46      | 22     |
| 1932 | Maserati     | Maserati      | ITA 2                                | FRA                                  | GER                                  |                                      |                                      | 7       | 18     |
| 1935 | Daimler-Benz | Mercedes-Benz | BEL 2                                | GER 6                                | SUI 2                                | ITA NU                               | ESP 2                                | 2       | 17     |
| 1936 | Daimler-Benz | Mercedes-Benz | MON NU                               | GER 5                                | SUI NU                               | ITA                                  |                                      | 14      | 26     |
| 1937 | Auto Union   | Auto Union    | BEL                                  | GER                                  | MON                                  | SUI 7                                | ITA                                  | 20      | 36     |

### Formuła 1
| Rok  | Team           | Bolid           | Silnik     | Wyniki w poszczególnych eliminacjach | Wyniki w poszczególnych eliminacjach | Wyniki w poszczególnych eliminacjach | Wyniki w poszczególnych eliminacjach | Wyniki w poszczególnych eliminacjach | Wyniki w poszczególnych eliminacjach | Wyniki w poszczególnych eliminacjach | Wyniki w poszczególnych eliminacjach | Pozycja | Punkty  |
| ---- | -------------- | --------------- | ---------- | ------------------------------------ | ------------------------------------ | ------------------------------------ | ------------------------------------ | ------------------------------------ | ------------------------------------ | ------------------------------------ | ------------------------------------ | ------- | ------- |
| 1950 | Alfa Romeo SpA | Alfa Romeo 158  | Alfa Romeo | GBR 2                                | MON NU                               | 500                                  | SUI 2                                | BEL 2                                | FRA 2                                | ITA 3                                |                                      | 3       | 24 (28) |
| 1951 | Alfa Romeo SpA | Alfa Romeo 159B | Alfa Romeo | SUI                                  | 500                                  | BEL                                  | FRA 1*                               | GBR                                  | GER                                  | ITA                                  | ESP                                  | 11      | 4       |

* – bolid współdzielony z Juanem Manuelem Fangiem. Punkty zostały podzielone między nich.